# Rutilus meidingerii
 Rutilus meidingerii és una espècie de peix cipriniforme de la família dels ciprínids.

## Morfologia
Els mascles poden assolir els 70 cm de longitud total.

## Distribució geogràfica
Es troba a Àustria, Alemanya i Eslovàquia.